# Cydrela pristina
Cydrela pristina là một loài nhện trong họ Zodariidae.
Loài này thuộc chi Cydrela. Cydrela pristina được Pakawin Dankittipakul & Rudy Jocqué miêu tả năm 2006.